# St-Étienne (Toul)

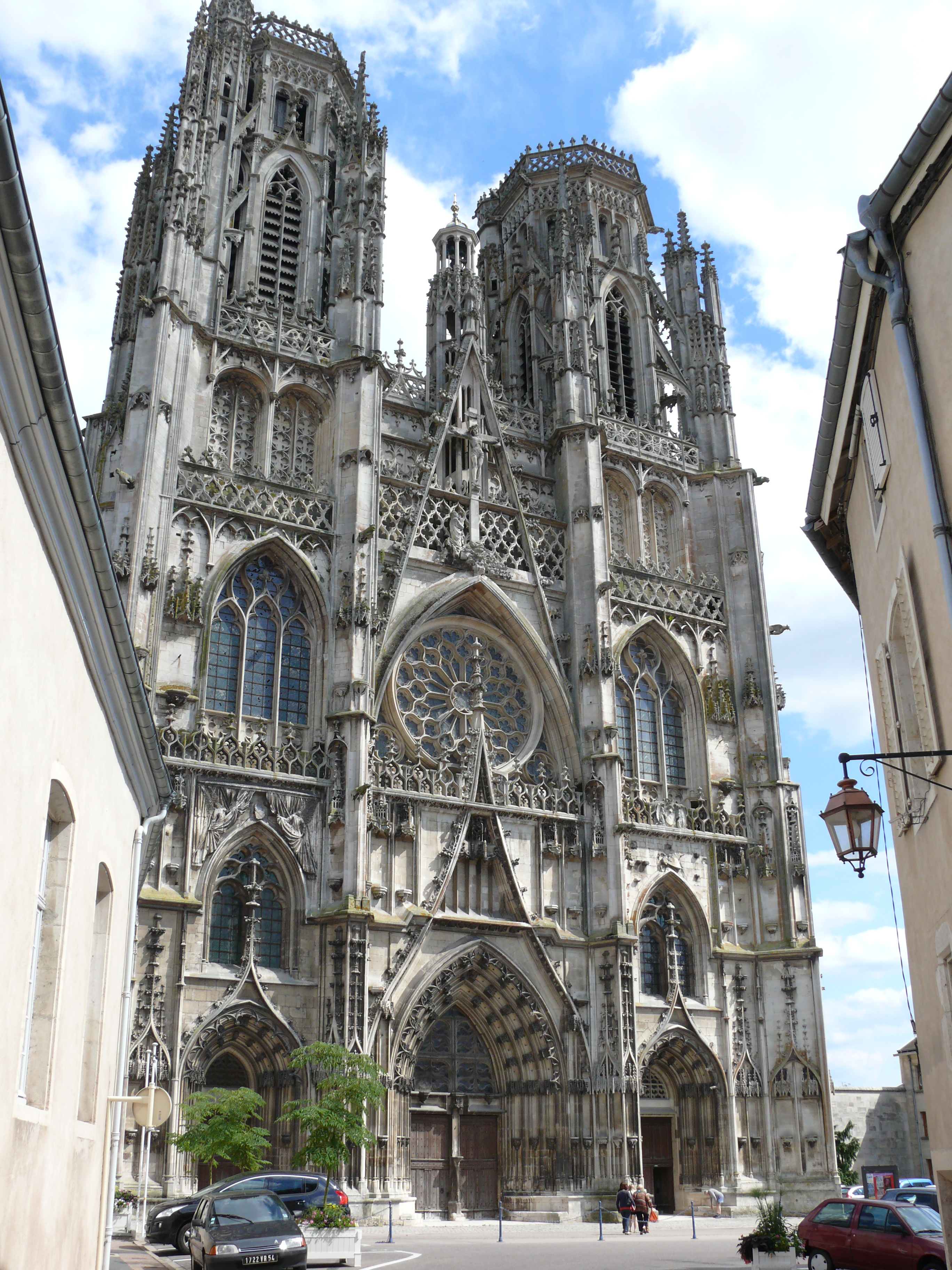
Westfassade der Kathedrale

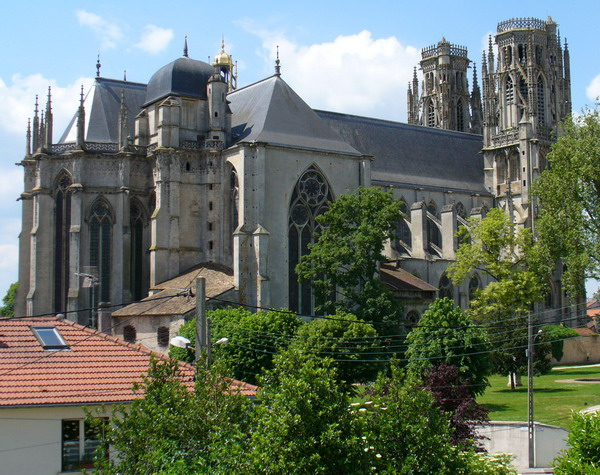
Gesamtsicht der Kathedrale. Gut zu sehen die Apsis mit den Apsistürmen und das Querhaus

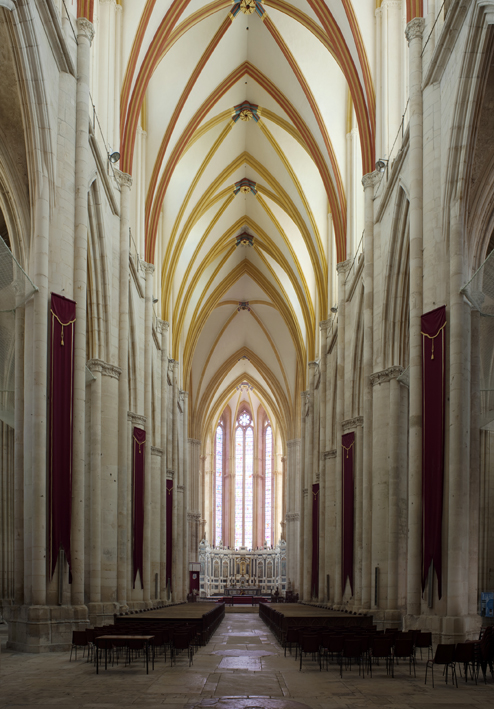
Blick durch das Kirchenschiff in Richtung Chor

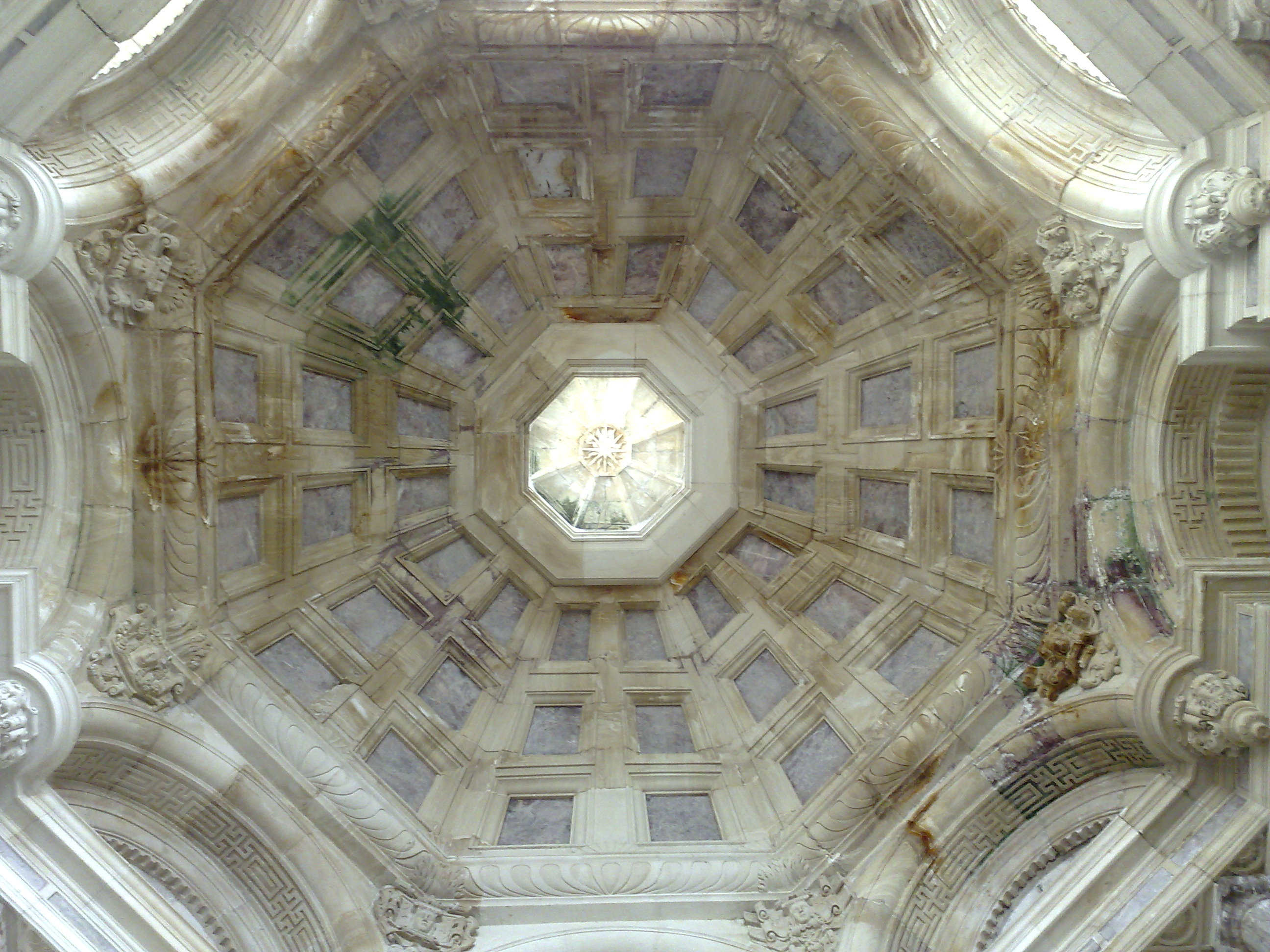
Blick in die Kuppel der Kapelle des Jean Forget im Stil der Renaissance

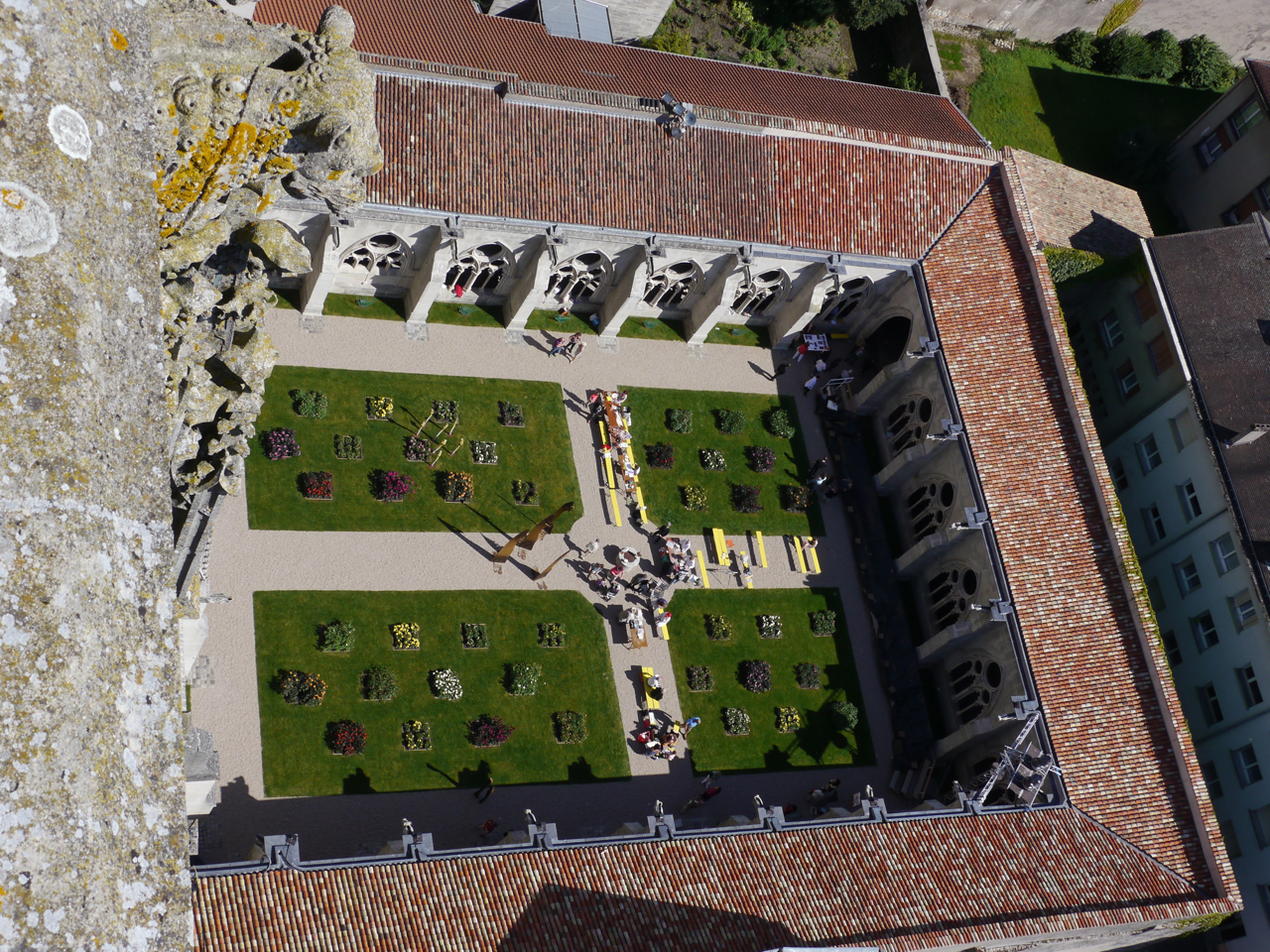
Blick auf den Kreuzgang

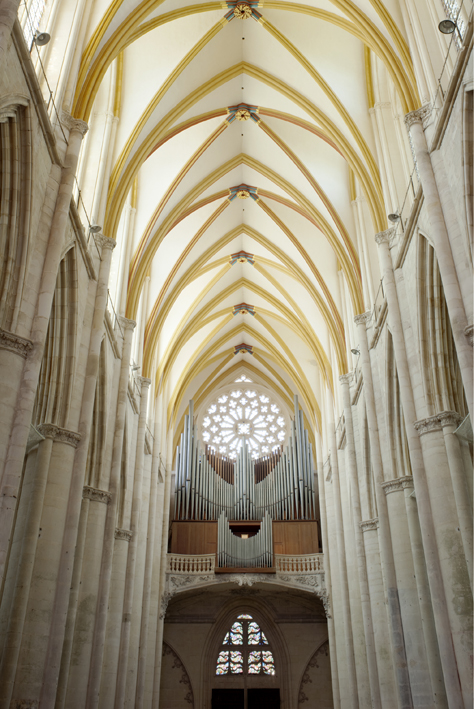
Blick auf den Orgelprospekt mit Rückpositiv

Saint-Étienne de Toul war die Kathedrale des Bistums Toul in der Stadt Toul in Lothringen. Heute ist sie die Konkathedrale des Bistums Nancy-Toul. Der heutige Bau im Stil der Gotik wurde zwischen dem 13. und 15. Jahrhundert erbaut. Die Kirche gilt als herausragendes Beispiel des Flamboyantstils. Bedeutend sind auch zwei Kapellen im Stil der Renaissance. Geweiht ist das Sakralgebäude dem heiligen Stephanus. Patroziniumstag der Kathedrale ist der 26. Dezember.

## Geschichte
Eine erste Kirche wurde bereits im 4. Jahrhundert zur Zeit des ersten Bischofs Mansuetus noch außerhalb der damaligen Stadt erbaut. Später wurde die Kathedrale in die Stadt verlegt. In der ersten Hälfte des 9. Jahrhunderts ließ Bischof Frothar die Kirche nach einem Brand neu erbauen. Nach verschiedenen Vorläufern wurde im 10. Jahrhundert zur Zeit des Bischofs Gerhard I. von Toul ein romanischer Bau begonnen. Im Jahr 1221 begann zur Zeit des Bischofs Eudes II. de Sorcy auf den Grundmauern des Vorgängerbaus die Errichtung einer gotischen Kathedrale. Der Bau begann mit der Errichtung des Chores. Es folgten das Querschiff und die Ostseite des Kreuzganges. Im 14. Jahrhundert wurden ein Teil des Kirchenschiffes erbaut und der Kreuzgang vollendet.
Die Auseinandersetzungen zwischen Burgund und Lothringen verzögerten den Weiterbau; der Bau des Kirchenschiffs wurde erst im 15. Jahrhundert vollendet. Mit der Fertigstellung der von Tristan von Hattonchatel entworfenen Westfassade war erst im Jahre 1496 der Bau weitgehend abgeschlossen.
Obwohl die Errichtung des Doms mehrere Jahrhunderte andauerte, weisen die einzelnen Bauteile eine bemerkenswerte stilistische Harmonie auf.
Erste Restaurierungen begannen im 19. Jahrhundert. Während des Zweiten Weltkriegs wurde der Bau durch von Bomben ausgelöste Brände stark beschädigt; das gesamte Dach wurde zerstört. Über vierzig Jahre schützte eine Zwischendecke die Gewölbe; seit dem Jahr 1978 jedoch drohte Einsturzgefahr; ein neuer Dachstuhl wurde bis 1995 fertig. Die Restaurierungen im Inneren dauerten noch 2008 an. Die Kathedrale ist die einzige in Frankreich, die sich im Besitz einer Kommune befindet; dies hat die Finanzierung der Baumaßnahmen erschwert.

## Baubeschreibung
Der Bau ist von einer durch zwei Türme umrahmten Hauptfassade gekennzeichnet, die Apsis ist von zwei kleineren Türmen flankiert, ein Chorumgang fehlt; bemerkenswert ist das große Querschiff.
Die Hauptfassade im spätgotischen Stil mit den beiden Türmen ist 37 m breit, die Westfassade ist reich geschmückt. Der Eingangsbereich weist drei große Türen auf. Darüber befinden sich Nischen, in denen sich teilweise noch Bildnisse befinden. Zu sehen ist unter anderem eine große Christusfigur mit Maria Magdalena zu ihren Füßen; umrahmt wird die Gruppe von einem Wimperg, darüber befindet sich eine große Fensterrose.
Von den einst 120 Figuren der Westfassade wurden die meisten während der Französischen Revolution zerstört. Nur elf blieben erhalten; zu sehen ist weiterhin an einem Strebepfeiler des linken Turms ein Pelikan mit einem Affen.
Die Türme sind 65 m hoch. Sie wurden im 16. Jahrhundert erbaut; im unteren Bereich ist ihr Grundriss quadratisch, im oberen achteckig. Der Bau der Turmspitzen wurde 1561 aufgegeben. Über der Mitte der Westfassade erhebt sich ein kleines Türmchen mit ersten Ansätzen der Renaissance und einer Glocke aus dem 16. Jahrhundert.
Der Gesamtbau ist 98 m lang, die Gewölbehöhe des zweistöckigen Baus mit Rippengewölbe beträgt 32 m. Vom Portal aus gesehen am dritten Pfeiler ist noch der Übergang zwischen der Bauphase des 14. und der des 15. Jahrhunderts an der Gestaltung der Fenster zu erkennen.
Das Querschiff ist 56 m lang und 17 m breit. Im Querbau gibt es keine Seitenschiffe. Auf der linken Seite des Querschiffes ist ein Fenster aus dem Jahr 1503 erhalten, das die Krönung der Jungfrau Maria zeigt. Im südlichen Querschiff ist ein Fenster zu sehen, das den heiligen Stephanus auf einem Prunkbett zeigt. Des Weiteren sind vier Bischöfe abgebildet: St. Mansuy, St. Evre, St. Gerhard I. und der spätere Papst St. Leo IX. In der Vierung erhebt sich ein Grab aus dem 19. Jahrhundert mit den Überresten des heiligen Bischofs Gerhard.
In den Seitenschiffen des Kirchenschiffes befinden sich Kapellen und Seitenaltäre, die meist aus dem 16. und 17. Jahrhundert stammen. Im Stil der Renaissance wurde 1532 die Kapelle des Jean Forget errichtet. Diese ist allen Heiligen geweiht und wird von einer Kuppel überdacht. Ebenfalls in dieser Zeit wurde die Bischofskapelle angebaut.
Den Chor flankieren zwei Apsistürme mit Fenstern aus dem 13. Jahrhundert. Die Chorfenster stammen aus dem 19. Jahrhundert und zeigen Szenen aus dem alten und neuen Testament. Der Hauptaltar stammt aus dem Jahr 1837. Auf dem Altar befindet sich ein Bild der Jungfrau Maria aus dem 14. Jahrhundert. Im Chor befindet sich der Bischofsstuhl (St. Gerard-Stuhl) aus dem 13. Jahrhundert. Der Chor wird von der übrigen Kirche durch ein Gitter aus dem 18. Jahrhundert getrennt.
An die Kirche ist ein Kreuzgang angebaut. Dieser ist mit einer Länge von 54 m und einer Breite von 42 m einer der größten Kreuzgänge aus der Zeit der Gotik.

## Innenraum
Ein Großteil der Innenausstattung wurde während der Französischen Revolution zerstört. Dazu zählen das Chorgestühl der Domherren und der Domschatz.
Im Inneren der Kirche befinden sich zahlreiche Grabstätten der Bischöfe, anderer Geistlicher und sonstiger Persönlichkeiten. An einigen Pfeilern sind Fresken aus den 14. bis 16. Jahrhundert erhalten.

## Orgel
Nach Vorgängerinstrumenten an anderen Stellen der Kathedrale gab es ab 1751 auf der Empore über dem Haupteingang eine Orgel mit 40 Registern von Nicolas Dupont, welche beim Brand des Gebäudes am 20. Juni 1940 zerstört wurde.
Die heutige Orgel in neoklassischem Stil wurde 1963 von Curt Schwenkedel erbaut und 2002 von Jean-Baptiste Gaupillat renoviert. Das Instrument hat 64 Register (ca. 4.800 Pfeifen) auf vier Manualen und Pedal. Die Spieltrakturen sind mechanisch, die Registertrakturen elektrisch.
| I Positif de dos C–g3 |        |
| Montre                | 8′     |
| Bourdon               | 8′     |
| Prestant              | 4′     |
| Flûte                 | 4′     |
| Nazard                | 2 ⁄3′  |
| Doublette             | 2′     |
| Tierce                | 1 3⁄5′ |
| Larigot               | 1 ⁄3′  |
| Fourniture IV         |        |
| Cymbale III           |        |
| Trompette             | 8′     |
| Cromorne              | 8′     |
| Clairon               | 4′     |

| II Grand Orgue C–g3 |     |
| Montre              | 16′ |
| Montre              | 8′  |
| Bourdon conique     | 8′  |
| Flûte               | 8′  |
| Prestant            | 4′  |
| Flûte à cheminee    | 4′  |
| Doublette           | 2′  |
| Quarte              | 2′  |
| Flûte               | 1′  |
| Sesquialtera II     |     |
| Fourniture V-VI     |     |
| Cymbale IV          |     |
| Bombarde            | 16′ |
| Trompette           | 8′  |
| Clairon 4′          |     |

| III Récit expressif C–g3 |     |
| Quintaton                | 16′ |
| Flûte à cheminee         | 8′  |
| Dulciane                 | 8′  |
| Voix céleste             | 8′  |
| Octave                   | 4′  |
| Doublette                | 2′  |
| Cornet V                 | 8′  |
| Carillon III             |     |
| Plein-Jeu IV-V           |     |
| Trompette                | 8′  |
| Basson-Hautbois          | 8′  |
| Clairon                  | 4′  |

| IV Echo C–g3     |        |
| Bourdon en bois  | 8′     |
| Flûte à cheminee | 4′     |
| Principal        | 2′     |
| Flûte            | 2′     |
| Tierce           | 1 3⁄5′ |
| Sifflet          | 1′     |
| Cymbale III      |        |
| Ranquette        | 16′    |
| Voix humaine     | 8′     |
| Chalumeau        | 4′     |

| Pédale C–g1       |     |
| Principal         | 32′ |
| Principal         | 16′ |
| Soubasse          | 16′ |
| Principal         | 8′  |
| Flûte à fuseau    | 8′  |
| Principal         | 4′  |
| Flûte             | 4′  |
| Bourdon           | 2′  |
| Rauschpfeiffe III |     |
| Grosse mixture V  |     |
| Bombarde          | 16′ |
| Trompette         | 8′  |
| Douçaine          | 8′  |
| Clairon           | 4′  |

- Koppeln I/II, III/II, I/P, II/P, III/P, IV/P